# Heike Raab

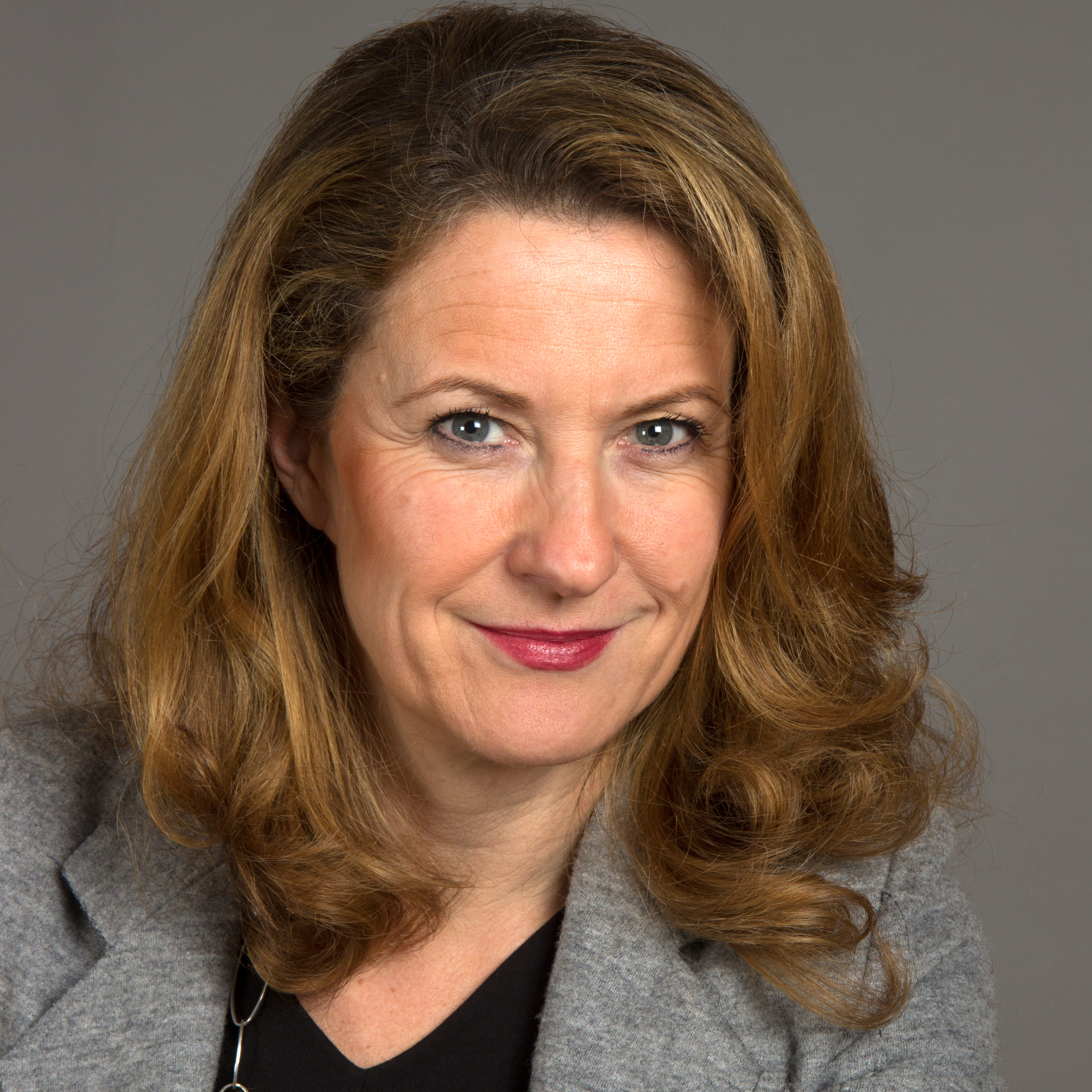
Heike Raab 2014

Heike Raab (* 8. April 1965 in Cochem) ist eine deutsche Politikerin (SPD). Seit Juli 2015 ist sie Bevollmächtigte des Landes Rheinland-Pfalz beim Bund und für Europa und Medien im Rang einer Staatssekretärin. In dieser Funktion koordiniert sie die Rundfunkkommission der Länder. Sie ist Mitglied im Europäischen Ausschuss der Regionen und Präsidentin des SEDEC Ausschusses. Darüber hinaus ist sie seit 2015 Mitglied im Beirat der Bundesnetzagentur.

## Ausbildung
1981 erlangte sie an der Realschule Cochem die Mittlere Reife. 1984 absolvierte Raab das Abitur in Koblenz und machte eine Ausbildung als Krankengymnastin an der RWTH Aachen, welche sie 1987 abschloss. Auch während des Studiums von 1988 bis 1992 arbeitete sie weiter in einer Bonner Physiotherapie Praxis. Sie schloss das Studium der Politikwissenschaften, des Öffentlichen Rechts und des Spanischen an der Rheinische Friedrich-Wilhelms-Universität Bonn im November 1992 dem Magister Artium ab. Während eines Auslandsaufenthaltes in Madrid am Instituto de Relaciones Europeo-Latinoamericanas arbeitete sie über die wirtschaftlichen Beziehungen der EU und Lateinamerika.

## Politische Entwicklung und Ämter
1989 trat Raab in die SPD ein. Nach einer Tätigkeit als wissenschaftliche Mitarbeiterin beim Deutschen Bundestag wurde sie Anfang 1993 persönliche Referentin des rheinland-pfälzischen Ministerpräsidenten Rudolf Scharping. Nach der Bundestagswahl 1994 wechselte sie mit in die SPD-Bundestagsfraktion und arbeitete dort bis 1998 im Vorsitzendenbüro und als Referentin für Mittelstandspolitik. Von 1999 bis 2001 war sie Referatsleiterin für wirtschaftliche Beziehungen in der Staatskanzlei Rheinland-Pfalz. Ebenfalls im Jahre 1999 kandidierte Raab als Landrätin in Cochem-Zell, verlor die Wahl aber knapp mit 48,5 %.
Im 2000 bis 2017 war sie Vorsitzende des SPD-Unterbezirks Cochem-Zell. 2001, 2006, 2011, 2016 und 2021 kandidierte sie insgesamt fünf Mal als Direktkandidatin im Wahlkreis Cochem-Zell (15). Sie zog jedes Mal über die Landesliste der SPD in den Landtag von Rheinland-Pfalz ein. Zur Landtagswahl 2026 kandidiert Heike Raab nicht mehr. Ihr langjähriger B-Kandidat Benedikt Oster, wird als Direktkandidat der SPD im Kreis Cochem-Zell antreten. Von 2001 bis 2006 war sie Medienpolitische Sprecherin der SPD-Landtagsfraktion. Von Mai 2006 bis 2011 war Raab Generalsekretärin der SPD Rheinland-Pfalz.
Heike Raab tritt auch regelmäßig bei Kommunalwahlen für die SPD im Landkreis Cochem-Zell an. Seit 2024 ist sie erneut Mitglied im Verbandsgemeinderat Cochem. Von 2004 bis 2024 war sie Mitglied des Kreistags in Cochem-Zell und dort unter anderem SPD-Fraktionsvorsitzende. Im Europäischen Ausschuss der Regionen, dem sie seit dem 17. November 2015 angehört, hat sie im Februar 2025 die Funktion der Präsidentin der SEDEC Kommission übernommen. Die Medienkommission des SPD-Parteivorstandes leitet sie seit 2018 gemeinsam mit Carsten Brosda.

## Berufliche Entwicklung
Nach der Landtagswahl 2011 wurde Raab von Kurt Beck zur Staatssekretärin im Innenministerium Rheinland-Pfalz (ISIM) und IT-Beauftragte der Landesregierung, CIO und in dieser Funktion Mitglied des IT-Planungsrates ernannt. Sie war für den Innenbereich zuständig und ständige Vertreterin des Ministers in der Innenministerkonferenz.
Im Juli 2015 wurde Raab von Ministerpräsidentin Malu Dreyer als Nachfolgerin von Jacqueline Kraege zur Bevollmächtigten beim Bund und für Europa, Medien und Digitales in die Staatskanzlei berufen. Im Bundesrat ist sie Mitglied des Ständigen Beirates, des Ausschusses für Fragen der Europäischen Union, stellvertretendes Mitglied der deutsch-französischen Freundschaftsgruppe sowie stellvertretendes Mitglied der deutsch-polnischen Freundschaftsgruppe. Als Mitglied der Europaministerkonferenz der Bundesländer übernahm sie 2019 für ein Jahr den Vorsitz dieser. Als Staatssekretärin koordiniert sie auch die Rundfunkkommission der Länder. Darüber hinaus ist sie seit 2015 Mitglied im Beirat der Bundesnetzagentur.
Für Rheinland-Pfalz, das Vorsitzland der Rundfunkkommission der Länder, hat sie nach 23. Rundfunkstaatsverträgen die Fortentwicklung des Medienrechtes mit dem Medienstaatsvertrag vorangetrieben.
Im Namen der für die Medienaufsicht zuständigen Länder führte sie über zwei Jahre auch die Verhandlungen zum European Media Freedom Act (EMFA). Ziel dieses EU Rechtsaktes ist es die Pressefreiheit in ganz Europa zu stärken. In einem Gastbeitrag für die Frankfurter Allgemeine Zeitung sprach sie sich auch dafür aus, dass die Standards in Europa nicht durch Harmonisierung gesenkt werden dürften. Die Einhaltung des Subsidiaritätsprinzips sei bei diesem wichtigen Thema für die Demokratie maßgebend. Die EU dürfe sich nicht als „Kompetenzstaubsauger in einem Bereich, der den Mitgliedsstaaten vorbehalten“ sei, betätigen. In Deutschland fielen die Inhalte des Gesetzesentwurfs „in die Kulturhoheit der Länder“. So wandte sie sich auch gegen den „Eingriff in die Verlegerfreiheit“ und machte damit laut dem Tagesspiegel „gemeinsame Sache mit den Größen der Branche“. Raab betonte dagegen, es müsse darum gehen, „einen klugen Ausgleich zwischen der Verantwortung der Verleger und der redaktionellen Freiheit der Journalisten zu finden.“

### Ehrenamt und Nebentätigkeiten
Raab hat in verschiedenen Gremien des öffentlich-rechtlichen Rundfunks mitgewirkt. Von 2002 bis 2011 im SWR-Rundfunkrat, von 2015 bis 2021 im Fernsehrat des ZDF, danach bis Ende 2023 im SWR-Verwaltungsrat. Außerdem war Raab vier Jahre lang Vorsitzende der Atlantischen Akademie mit Sitz in Kaiserslautern. Sie ist des Weiteren seit 2015 Vorsitzende des Trägervereins des Mainzer Medieninstituts, sowie seit 2020 Dozentin dieses Instituts.

### Kritik an der Berichterstattung des SWR
Anfang November 2023 berichteten die Frankfurter Allgemeine Zeitung und der Trierische Volksfreund über einen Brief mit offiziellen Briefkopf der Staatskanzlei an den SWR, dessen stellvertretende Verwaltungsratsvorsitzende Raab zu diesem Zeitpunkt war. In diesem Brief kritisierte sie die Berichterstattung des Senders. Konkret ging es um eine Korrespondentenschalte des SWR zu Georg Link am 11. April 2023, der dabei äußerte, es „dürfte bundesweit wahrscheinlich einmalig sein, dass ein Landesminister, der die politische Verantwortung für die vielen Toten dieser schrecklichen Ahrtalkatastrophe übernehmen muss [gemeint ist Roger Lewentz], weiterhin Landesvorsitzender seiner Partei [SPD Rheinland-Pfalz] bleibt.“
Raab monierte in ihrem Brief, dass die Darstellung, dass Lewentz für die „vielen Toten“ verantwortlich wäre, „objektiv falsch“ sei und der Zuschauer in die „Irre geführt“ werde. Dabei dürfe ein öffentlich-rechtlicher Sender wie der SWR, welcher „der Wahrheit verpflichtet“ sei, „nicht so leichtfertig falsche Behauptungen in die Welt setzen, die einen direkten Zusammenhang konstruieren, der nicht besteht“, so Raab. Sie erwarte eine Antwort „mit großem Interesse“ und werde dann entscheiden, „ob wir auch noch im Programmausschuss sprechen sollten.“
Der SWR sowie sein Korrespondent sahen in der Berichterstattung kein Fehlverhalten. Landessenderdirektorin Ulla Fiebig sagte in einer anschließenden Sitzung des SWR-Rundfunkrat, dass der Sender „nicht eingeschüchtert gewesen“ sei und sich „ganz normal“ „mit diesem Vorgang auseinandergesetzt“ habe, da man sich von Briefköpfen „nicht beeindrucken“ lasse. Die Vorsitzende der Landespressekonferenz Rheinland-Pfalz Karin Dauscher sprach dagegen von einem „Einschüchterungsversuch“ und sah eine „klare Machtdemonstration“. Die Rheinpfalz kommentierte, es handele sich um einen „Zensurversuch aus der Staatskanzlei“. Der CDU-Fraktionsvorsitzende Gordon Schnieder kritisierte, dass der „Einschüchterungsversuch“ der Staatssekretärin Raab zugunsten von Roger Lewentz als Parteifunktionär der SPD erfolgt sei – das sei eine Vermischung von Angelegenheiten der Landesregierung und der SPD als Partei aus der Staatskanzlei heraus und auch ein „Bruch demokratischer Spielregeln“. Laut Staatskanzlei habe Raab das Schreiben jedoch „in ihrer Funktion als stellvertretende Verwaltungsratsvorsitzende des SWR“ verfasst.
Die Landtagsfraktionen von CDU und AfD forderten den Rücktritt von Raab. Anders sah dies der Politikwissenschaftler Jürgen W. Falter: Raab könne politisch im Amt bleiben, „sollte aber von ihren Rundfunkämtern zurücktreten.“ Als Konsequenz aus der Affäre zog sich Raab aus dem SWR-Verwaltungsrat und dem Landesrundfunkrat zurück. Die von der rheinland-pfälzischen AfD-Fraktion eingebrachte Forderung nach einem Untersuchungsausschuss wurde von den übrigen im Landtag vertretenen Parteien abgelehnt.

## Privatleben
Raab hat zwei Kinder.